# Persone di nome Thierry
| Questa pagina contiene informazioni ricavate automaticamente dalle voci biografiche con l'ausilio del template Bio e di un bot. L'aggiornamento è periodico e automatico e ricostruisce completamente la pagina. Se manca una persona in questa lista, sei pregato di non aggiungerla, ma accertati piuttosto che la sua voce biografica contenga il template Bio e che i dati anagrafici siano correttamente compilati. Se il template Bio manca, inseriscilo tu stesso o, in alternativa, metti l'avviso {{tmp\|Bio}} che ne segnala la mancanza. Se i dati riportati sono sbagliati, correggi direttamente la voce biografica; le modifiche saranno visibili in questa lista entro pochi giorni. Per chiarimenti vedi il progetto antroponimi. La lista contiene solo le 103 persone che sono citate nell'enciclopedia e per le quali è stato implementato correttamente il template Bio. Pagina aggiornata al 6 giu 2025. |

Questa è una lista di persone presenti nell'enciclopedia che hanno il nome Thierry, suddivise per attività principale.

## Allenatori di calcio(8)
- Thierry Froger, allenatore di calcio e ex calciatore francese (Le Mans, n. 1963)
- Thierry Goudet, allenatore di calcio e ex calciatore francese (Château-Gontier, n. 1962)
- Thierry Henry, allenatore di calcio, dirigente sportivo e opinionista francese (Les Ulis, n. 1977)
- Thierry Laurey, allenatore di calcio e ex calciatore francese (Troyes, n. 1964)
- Dieudonné Mouyouma, allenatore di calcio e ex calciatore gabonese (Franceville, n. 1975)
- Thierry Oleksiak, allenatore di calcio e ex calciatore francese (Saint-Étienne, n. 1961)
- Thierry Sardo, allenatore di calcio francese (Nuova Caledonia, n. 1967)
- Thierry Uvenard, allenatore di calcio e ex calciatore francese (Le Havre, n. 1964)

## Allenatori di tennis(3)
- Thierry Ascione, allenatore di tennis e ex tennista francese (Villeurbanne, n. 1981)
- Thierry Champion, allenatore di tennis e ex tennista francese (Bagnols-sur-Cèze, n. 1966)
- Thierry Tulasne, allenatore di tennis e ex tennista francese (Aix-les-Bains, n. 1963)

## Artisti(2)
- Thierry Dreyfus, artista francese (Boulogne Billancourt, n. 1960)
- Thierry Guetta, artista e writer francese (Garges-lès-Gonesse, n. 1966)

## Astisti(1)
- Thierry Vigneron, ex astista francese (Gennevilliers, n. 1960)

## Astronomi(1)
- Thierry Pauwels, astronomo belga (Gand, n. 1957)

## Attori(3)
- Thierry Godard, attore francese (Issy-les-Moulineaux, n. 1967)
- Thierry Lhermitte, attore francese (Boulogne-Billancourt, n. 1952)
- Thierry Neuvic, attore francese (Montreuil, n. 1970)

## Biatleti(3)
- Thierry Chenal, ex biatleta italiano (Aosta, n. 1992)
- Thierry Dusserre, biatleta francese (Romans-sur-Isère, n. 1967)
- Thierry Gerbier, biatleta francese (Chambéry, n. 1965 - † 2013)

## Calciatori(19)
- Thierry Ambrose, calciatore francese (Sens, n. 1997)
- Thierry Bacconnier, calciatore francese (Parigi, n. 1963 - Mornas, † 2007)
- Thierry Bin, calciatore francese (Villepinte, n. 1991)
- Thierry Catherine, calciatore francese (Fort-de-France, n. 1997)
- Thierry Correia, calciatore portoghese (Amadora, n. 1999)
- Thierry De Neef, ex calciatore e allenatore di calcio francese (Parigi, n. 1966)
- Thierry Debès, ex calciatore francese (Strasburgo, n. 1974)
- Thierry Fidjeu, ex calciatore camerunese (Douala, n. 1982)
- Thierry Fondelot, ex calciatore francese (n. 1970)
- Thierry Gale, calciatore barbadiano (Bridgetown, n. 2002)
- Thierry Graça, calciatore capoverdiano (Mindelo, n. 1995)
- Thierry Issiémou, calciatore gabonese (Libreville, n. 1983)
- Thierry Lutonda, calciatore belga (Liegi, n. 2000)
- Thierry Manzi, calciatore ruandese (Kigali, n. 1996)
- Thierry Meyer, ex calciatore francese (Mulhouse, n. 1958)
- Thierry Moutinho, calciatore svizzero (Ginevra, n. 1991)
- Thierry Pauk, ex calciatore francese (Metz, n. 1966)
- Thierry Steinmetz, ex calciatore francese (Creutzwald, n. 1983)
- Thierry Tusseau, ex calciatore francese (Noisy-le-Grand, n. 1958)

## Cestisti(3)
- Thierry Gadou, ex cestista francese (Vieux-Boucau-les-Bains, n. 1969)
- Thierry Rupert, cestista francese (Gonesse, n. 1977 - Le Mans, † 2013)
- Thierry Zig, ex cestista francese (Bondy, n. 1975)

## Ciclisti su strada(4)
- Thierry Claveyrolat, ciclista su strada e pistard francese (La Tronche, n. 1959 - Notre-Dame-de-Mésage, † 1999)
- Thierry Hupond, ex ciclista su strada francese (Décines, n. 1984)
- Thierry Laurent, ex ciclista su strada francese (Villefranche-sur-Saône, n. 1966)
- Thierry Marie, ex ciclista su strada e pistard francese (Bénouville, n. 1963)

## Compositori(1)
- Thierry Deleruyelle, compositore, direttore d'orchestra e percussionista francese (Arras, n. 1983)

## Critici cinematografici(1)
- Thierry Frémaux, critico cinematografico francese (Tullins, n. 1960)

## Direttori d'orchestra(1)
- Thierry Fischer, direttore d'orchestra e flautista svizzero (n. 1957)

## Direttori della fotografia(1)
- Thierry Arbogast, direttore della fotografia francese (Parigi, n. 1956)

## Dirigenti d'azienda(2)
- Thierry Bolloré, dirigente d'azienda e imprenditore francese (Quimper, n. 1963)
- Thierry Breton, manager e politico francese (Parigi, n. 1955)

## Dirigenti sportivi(3)
- Thierry Bourguignon, dirigente sportivo e ex ciclista su strada francese (La Mure, n. 1962)
- Thierry Gouvenou, dirigente sportivo e ex ciclista su strada francese (Vire, n. 1969)
- Thierry Marichal, dirigente sportivo e ex ciclista su strada belga (Leuze-en-Hainaut, n. 1973)

## Economisti(1)
- Thierry Vissol, economista francese (Chabanais, n. 1951)

## Fumettisti(1)
- Ted Benoit, fumettista francese (Niort, n. 1947 - † 2016)

## Giocatori di beach soccer(1)
- Thierry Ottavy, ex giocatore di beach soccer francese (Ajaccio, n. 1972)

## Giornalisti(4)
- Thierry Gilardi, giornalista e rugbista a 15 francese (Saint-Germain-en-Laye, n. 1958 - Le Port-Marly, † 2008)
- Thierry Klifa, giornalista, regista e sceneggiatore francese
- Thierry Maulnier, giornalista, saggista e critico letterario francese (Alès, n. 1909 - Marnes-la-Coquette, † 1988)
- Thierry Meyssan, giornalista francese (Talence, n. 1957)

## Hockeisti su ghiaccio(1)
- Thierry Paterlini, ex hockeista su ghiaccio e allenatore di hockey su ghiaccio svizzero (Coira, n. 1975)

## Judoka(1)
- Thierry Rey, ex judoka francese (Veurne, n. 1959)

## Marciatori(1)
- Thierry Toutain, ex marciatore francese (n. 1962)

## Mezzofondisti(1)
- Thierry Ndikumwenayo, mezzofondista burundese (n. 1997)

## Organisti(1)
- Thierry Escaich, organista e compositore francese (Nogent-sur-Marne, n. 1965)

## Orientisti(1)
- Thierry Gueorgiou, orientista francese (Saint-Étienne, n. 1979)

## Pallamanisti(1)
- Thierry Omeyer, ex pallamanista e dirigente sportivo francese (Mulhouse, n. 1976)

## Pianisti(1)
- Thierry de Brunhoff, pianista francese (Parigi, n. 1934)

## Piloti automobilistici(2)
- Thierry Boutsen, ex pilota automobilistico belga (Bruxelles, n. 1957)
- Thierry Sabine, pilota automobilistico francese (Boulogne-Billancourt, n. 1949 - Rharous, † 1986)

## Piloti di rally(2)
- Thierry Benchetrit, copilota di rally francese
- Thierry Neuville, pilota di rally belga (Sankt Vith, n. 1988)

## Piloti motociclistici(4)
- Thierry Espié, pilota motociclistico francese (Vanves, n. 1952)
- Thierry Godfroid, pilota motociclistico belga
- Thierry Magnaldi, ex pilota motociclistico e pilota di rally francese (Tolone, n. 1962)
- Thierry van den Bosch, pilota motociclistico francese (Agen, n. 1974)

## Pittori(2)
- Thierry Bisch, pittore francese (Strasburgo, n. 1953)
- Thierry Noir, pittore e writer francese (Lione, n. 1958)

## Poeti(1)
- Thierry Metz, poeta francese (Parigi, n. 1956 - Bordeaux, † 1997)

## Politici(3)
- Thierry Baudet, politico olandese (Heemstede, n. 1983)
- Thierry Giet, politico belga (Ougrée, n. 1958)
- Thierry Solère, politico francese (Nantes, n. 1971)

## Produttori cinematografici(1)
- Thierry Bettas-Bégalin, produttore cinematografico francese

## Profumieri(1)
- Thierry Wasser, profumiere svizzero (Losanna, n. 1961)

## Registi(1)
- Thierry Zéno, regista e sceneggiatore belga (Namur, n. 1950 - † 2017)

## Registi teatrali(1)
- Thierry Salmon, regista teatrale belga (Bruxelles, n. 1957 - Strasburgo, † 1998)

## Rugbisti a 15(3)
- Thierry Devergie, ex rugbista a 15 e ex rugbista a 13 francese (Marsiglia, n. 1966)
- Thierry Dusautoir, rugbista a 15 francese (Abidjan, n. 1981)
- Thierry Lacroix, ex rugbista a 15 francese (Nogaro, n. 1967)

## Santi(1)
- Teodorico di Mont-d'Or, santo e abate franco (n. 512 - † 533)

## Sciatori alpini(1)
- Thierry Gentina, ex sciatore alpino francese (n. 1968)

## Sciatori freestyle(1)
- Thierry Wili, sciatore freestyle svizzero (n. 2000)

## Scrittori(2)
- Thierry Cohen, scrittore francese (Casablanca)
- Thierry Sandre, scrittore, poeta e saggista francese (Bayonne, n. 1891 - Bouchemaine, † 1950)

## Storici(2)
- Thierry Murcia, storico francese (n. 1964)
- Thierry Ruinart, storico francese (Reims, n. 1657 - Hautvillers, † 1709)

## Telecronisti sportivi(1)
- Thierry Roland, telecronista sportivo e conduttore televisivo francese (Boulogne-Billancourt, n. 1937 - Parigi, † 2012)

## Tennisti(1)
- Thierry Guardiola, tennista francese (Tolosa, n. 1971)

## Velisti(1)
- Thierry Peponnet, ex velista francese (Le Havre, n. 1959)

## Vescovi cattolici(1)
- Thierry Scherrer, vescovo cattolico francese (Versailles, n. 1959)